# Adam Zampa (Cricketspieler)
Adam Zampa (* 31. März 1992 in Shellharbour, Australien) ist ein australischer Cricketspieler, der seit 2016 für die australische Nationalmannschaft spielt.

## Kindheit und Ausbildung
Ursprünglich als Medium ausgebildet, wechselte er früh zum Leg Break, als der Verband Beschränkungen im Junioren-Cricket für die Anzahl der Pace Bowler erließ. Bei der ICC U19-Cricket-Weltmeisterschaft 2010 repräsentierte er Australien. Daraufhin erhielt er einen Rookie-Vertrag mit New South Wales, bevor er nach einer Saison zu South Australia wechselte.

## Aktive Karriere

### Anfänge in der Nationalmannschaft
Nachdem er gute Leistungen für South Australia und die Melbourne Stars gezeigt hatte, wurde er für die Nationalmannschaft nominiert. Seinen ersten Einsatz für das ODI-Team hatte er bei der Tour in Neuseeland im Februar 2016. Kurz darauf absolvierte er auch sein Debüt im internationalen Twenty20-Cricket auf der Tour in Südafrika. Es folgte der ICC World Twenty20 2016, bei dem seine beste Leistung 3 Wickets für 23 Runs gegen Bangladesch waren, für die er als Spieler des Spiels ausgezeichnet wurde. Jedoch schied das Team schon in der Vorrunde aus. Im Sommer 2016 konnte er bei einem Drei-Nationen-Turnier in den West Indies zunächst 3 Wickets für 16 Runs gegen den Gastgeber und 3 Wickets für 52 Runs gegen Südafrika erreichen. Auf der darauf folgenden Tour in Sri Lanka erreichte er in den ODIs zwei Mal 3 Wickets (3/42 und 3/38) und in den Twenty20s einmal (3/16).
In der Folge konnte er sich im Team etablieren. Im Januar 2017 erzielte er gegen Pakistan 3 Wickets für 55 Runs. Nachdem er im verbliebenen Jahr 2017 und 2018 weniger Erfolg hatte, konnte er im März 2019 in Indien zwei Mal 3 Wickets erreichen (3/70 und 3/46). In der darauf folgenden Tour gegen Pakistan konnte er erstmals 4 Wickets in einem Spiel erzielen, als ihm 4 Wickets für 43 Runs gelangen. Beim Cricket World Cup 2019 konnte er im ersten Spiel gegen Afghanistan 3 Wickets für 60 Runs erreichen, spielte jedoch des Weiteren nur drei weitere Spiele bei dem Turnier. Im Oktober 2019 gelangen ihm bei der Tour gegen Sri Lanka im ersten Twenty20 3 Wickets für 14 Runs. Auf der Tour in Indien im Januar 2020 konnte er im zweiten ODI ebenfalls 3 Wickets (3/50) erreichen.

### Aufstieg zur festen Größe im Team
Im Sommer 2020 gelang ihm der endgültige Durchbruch. In England konnte er in den ODIs zunächst 4 Wickets für 55 Runs erreichen, bevor ihm zwei Mal 3 Wickets (3/36 und 3/51) gelangen. Als er dann als Nächstes im November auf Indien traf, konnte er auch dort 4 Wickets für 54 Runs erreichen. Beim ICC Men’s T20 World Cup 2021 konnte er gegen Bangladesch mit 5 Wickets für 19 Runs sein erstes Five-for erzielen und wurde dafür als Spieler des Spiels ausgezeichnet. Das Jahr 2022 begann er zunächst gegen Sri Lanka, bei dem er im ersten Twenty20 3 Wickets für 18 Runs erreichte und auch dort als Spieler des Spiels ausgezeichnet wurde. Kurz darauf konnte er in Pakistan im ersten ODI 4 Wickets für 38 Runs erzielen.
Im August 2022 erreichte er zwei Mal drei Wickets (3/57 und 3/21) in der ODI-Serie gegen Simbabwe. Dies wurde durch 5 Wickets für 35 Runs gegen Neuseeland gefolgt. Nach drei Wickets (3/16) in den Twenty20s in Indien reiste er mit dem Team zum ICC Men’s T20 World Cup 2022. Hier erreichte er je zwei Wickets gegen Irland (2/19) und Afghanistan (2/22). Nach dem Turnier traf er mit dem Team in einer ODI-Serie auf England, wo er nach drei Wickets (3/55) im ersten Spiel, zwei Mal vier Wickets (4/45 und 4/32) erzielte. Im März 2023 erreichte er vier Wickets (4/48) in den ODIs in Indien. In der Vorbereitung zur Weltmeisterschaft folgten im September je ein Mal vier (4/48) und drei Wickets (3/70) in Südafrika. Beim Cricket World Cup 2023 litt er zunächst an mehreren kleineren Verletzungen und hatte einen schwachen Start. Dann konnte er jedoch in der Vorrunde gegen Sri Lanka (4/47), Pakistan (4/53) und die Niederlande (4/8) jeweils vier Wickets erzielen und gegen Neuseeland (3/74) und England (3/21) jeweils drei. Damit brachte er das Team in die Play-offs, wo sie sich später den Titel sichern konnten. Zum Ende der Saison gelangen ihm in Twenty20s drei Wickets (3/26) gegen die West Indies und vier Wickets (4/34) gegen Neuseeland.